# Sphaeronaema allahabadense
Sphaeronaema allahabadense är en svampart som beskrevs av S. Chandra & Tandon 1964. Sphaeronaema allahabadense ingår i släktet Sphaeronaema, divisionen sporsäcksvampar och riket svampar.   Inga underarter finns listade i Catalogue of Life.